# Mercedes del Río Merino
Mercedes Del Río Merino (Madrid, 1963) és una arquitecta espanyola dedicada a la docència a l'Escola Tècnica Superior d'Edificació (ETSE) de la Universitat Politècnica de Madrid, on és catedràtica universitària en el Departament de construccions arquitectòniques i el seu control, i al temps directora de l'esmentada escola des de juliol de l'any 2008.

## Biografia
Es va llicenciar en arquitectura l'any 1989 per l'escola Tècnica Superior d'Arquitectura de la Universitat Politècnica de Madrid (UPM), per passar més tard, l'any 2000 a doctorar-se a la mateixa Escola amb la tesi titulada: “Elaboració i aplicacions constructives de panells prefabricats d'escaiola alleugerida i reforçada amb fibra de vidre I i altres additius”. Abans de doctorar-se va realitzar diversos màsters.
Ja abans d'acabar els seus estudis d'arquitectura, en el 1986 va començar a desenvolupar diversos treballs professionals en l'àmbit de l'Edificació, redactant projectes d'execució i direcció d'obra, i projectes bàsics i d'execució en obra nova, així com taxacions i informes pericials. Des de l'any 2002 la seva dedicació plena està dins de la ETSE.
Va ser nomenada Catedràtica d'Universitat per la resolució de 13 de juliol de 2015.
Al llarg de la seva carrera ha publicat un gran nombre d'articles científics entre els quals podem nomenar: “Production patterns of packaging waste categories generated at typical Mediterranean residential building worksites”, juntament amb N. González González, Paola Villoria Sáez, i O. Liébana Carrasco. Waste management, ISSN-i 0956-053X, Nº. 11, 2014, págs. 1932-1938; “	Les simetries de l'esgrafiat Segoviano: Frisos”, juntament amb María Ángeles Gilsanz Major i R. Pérez Gómez, Informes de la construcció, ISSN 0020-0883, Vol. 64, Nº. 525, 2012, págs. 85-92; “Característiques mecàniques de formigons amb àrids reciclats procedents dels rebutjos en prefabricación”, al costat de José Ángel Pérez Benedicto, J. L. Peralta Canudo i M. de la Rosa La Mata, Materials de construcció, ISSN 0465-2746, Nº. 305, 2012, págs. 25-37.
Des de l'any 2004 és membre de AMIT associació en la qual ha format part de la Junta directiva, primer com a vocal (2004-2007) i posteriorment com a tresorera (2007-2010).

## La seva labor en la ETSE
Una de les principals preocupacions de Mercedes des de la seva incorporació a la docència, l'any 2004, és la referent a Innovació Educativa. Amb la finalitat millorar les habilitats i capacitats pedagògiques del professorat, va crear sent Sotsdirectora de Recerca, Doctorat i Postgrau (2004-2008) la Comissió d'ensenyament-aprenentatge i després, en 2008, quan ja era Directora, la Adjuntía d'Innovació educativa, amb els quals es van organitzar seminaris i jornades sobre diferents aspectes de l'educació universitària i es va fomentar la creació de grups d'innovació educativa en la ETSE.
Un altre objectiu important para Del Riu era aconseguir dinamitzar l'Escola i ajudar a millorar la formació de l'alumnat organitzant i dirigint diverses Càtedres Universitat-Empresa.
Respecte al camp de recerca, Mercedes es va centrar en la innovació de materials i les seves recerques van desenvolupar dos projectes de recerca en l'àmbit dels materials composts. Un d'aquests projectes li va permetre realitzar la seva tesi doctoral, dirigida pel Dr. Francisco Hernández Olivares, que més tard es va convertir en col·laborador en les seves recerques i del que va aprendre la dinàmica dels projectes de recerca i la seva difusió, amb el que va suplir la falta d'una estructura de grups de recerca o de programes de tercer cicle, inexistents a l'Escola Universitària d'Arquitectura Tècnica de Madrid (posteriorment ETSE) en aquells moments.
Quan l'any 2000 comença la seva dedicació plena a la ETSE va engegar una línia de recerca a l'Escola i va donar suport a la producció científica, organitzant un grup de treball sobre “Nous materials aplicats a la construcció d'edificis”. A partir de l'any 2004 és la coordinadora del Grup de Recerca “Tecnologia Edificatoria i Medi ambient” (TEMA).